# Carlyle-Kreis

Quadratische Funktion mit zugehörigem Carlyle-Kreis

Der Carlyle-Kreis (auch Lill-Kreis) ist ein spezieller Kreis im kartesischen Koordinatensystem, dessen Schnittpunkte mit der x-Achse mit den Schnittpunkten einer normierten quadratischen Funktion und der x-Achse übereinstimmen. Er kann damit zur geometrischen Konstruktion der Nullstellen einer normierten quadratischen Funktion verwandt werden.

## Definition und Eigenschaften
Für eine normierte quadratische Funktion {\displaystyle f(x)=x^{2}+px+q} ist der Carlyle-Kreis definiert als derjenige Kreis, der die Verbindungsstrecke {\displaystyle AD} der Punkte {\displaystyle A(0|1)} und {\displaystyle D(-p|q)} als Durchmesser besitzt.
Der so definierte Kreis besitzt den Mittelpunkt {\displaystyle M=\left({\tfrac {-p}{2}}|{\tfrac {q+1}{2}}\right)}, den Radius {\displaystyle r={\tfrac {\sqrt {p^{2}+(q-1)^{2}}}{2}}} und die x-Koordinaten seiner Schnittpunkte mit der x-Achse sind die Nullstellen der zugehörigen quadratischen Funktion. Letzteres sieht man, indem man die Schnittpunkte mit der x-Achse in der Kreisgleichung betrachtet:
{\displaystyle \left(x-{\frac {-p}{2}}\right)^{2}+\left(y-{\frac {q+1}{2}}\right)^{2}={\frac {p^{2}+(q-1)^{2}}{4}}}
Für die Schnittpunkte mit der x-Achse gilt nun zusätzlich, dass ihre y-Koordinate 0 ist. Setzt man dies in der Kreisgleichung ein und löst die Gleichung dann nach x auf, so erhält man die p-q-Formel, die die Nullstellen einer normierten quadratischen Funktion berechnet:

Trapez ABCD und Carlyle-Kreis

{\displaystyle x_{1,2}=-{\frac {p}{2}}\pm {\sqrt {\left({\frac {p}{2}}\right)^{2}-q}}}
Man ergänze die Punkte {\displaystyle A(0|1)} und {\displaystyle D(-p|q)} aus der Definition um die Punkte {\displaystyle B(0|0)} und {\displaystyle C(-p|0)}. Sei {\displaystyle m} die Mittelparallele der Geraden {\displaystyle (AB)} und {\displaystyle (CD)} sowie {\displaystyle H} der Schnittpunkt von {\displaystyle m} mit der x-Achse; dann sind die Strecken {\displaystyle BH} und {\displaystyle HC} gleich. Der Carlyle-Kreis schneidet die Strecke {\displaystyle BC} in den Punkten {\displaystyle S_{1}(x_{1}|0)} und {\displaystyle S_{2}(x_{2}|0)}. {\displaystyle m} halbiert die Strecke {\displaystyle AD} im Mittelpunkt {\displaystyle M} des Carlyle-Kreises, sodass {\displaystyle m} auch eine
Zentrale desselben ist. Wegen Achsensymmetrie zur Zentrale sind die Strecken {\displaystyle S_{1}H} und {\displaystyle HS_{2}} gleich, ebenso die Strecken {\displaystyle x_{1}=BH-S_{1}H=HC-HS_{2}=S_{2}C}. Nach dem Satz des Thales ist der Winkel {\displaystyle \angle AS_{2}D} ein rechter Winkel, was wiederum zur Folge hat, dass die Dreiecke {\displaystyle \triangle ABS_{2}} und {\displaystyle \triangle S_{2}CD} ähnlich sind. Dies liefert dann die folgende Verhältnisgleichung:
{\displaystyle {\frac {1}{x_{2}}}={\frac {x_{1}}{q}}\,\Rightarrow \,x_{1}x_{2}=q}
Weiterhin gilt auch {\displaystyle x_{1}+x_{2}=-p} und damit aufgrund der Umkehrung des Wurzelsatz von Vieta, dass {\displaystyle x_{1}} und {\displaystyle x_{2}} Nullstellen von {\displaystyle f(x)=x^{2}+px+q} sind.

Komplexe Nullstellen einer normierten Parabel mit dem Carlyle-Kreis:

Dieser geometrische Nachweis der Eigenschaften des Carlyle-Kreises zeigt zudem, dass er sich als eine Modifikation eines Spezialfalls der Methode von Lill, einem graphischen Verfahren zur Bestimmung der Nullstellen eines Polynoms, auffassen lässt. Bei diesem werden zu einem gegebenen Polynom vom Grad {\displaystyle n} von einem gemeinsamen Punkt ausgehend zwei Polygonzüge der Längen {\displaystyle n} und {\displaystyle n-1} konstruiert. Fallen nun auch deren Endpunkte zusammen, so ist der Tangens des Winkels, den die beiden Polygonzüge am gemeinsamen Ausgangspunkt bilden, eine Nullstelle des Polynoms. Für eine normierte quadratische Funktion erhält man als Polygonzüge {\displaystyle ABCD} und {\displaystyle AS_{2}D} und da diese beide in dem gemeinsamen Punkt {\displaystyle D} enden, ist {\displaystyle \tan(\angle BAS_{2})=x_{2}} eine Nullstelle der quadratischen Funktion.
Der Carlyle-Kreis kann auch verwandt werden, um die komplexen Nullstellen einer normierten quadratischen Funktion zu konstruieren. In diesem Fall schneidet der Carlyle-Kreis die x-Achse nicht. Der identische Realteil {\displaystyle a} der beiden komplexen Nullstellen entspricht dem vorzeichenbehafteten Abstand der Vertikalen {\displaystyle g} durch den Mittelpunkt {\displaystyle M} des Carlyle-Kreises zur y-Achse. Die Tangente vom Schnittpunkt {\displaystyle S(a|0)} der Vertikalen {\displaystyle g} mit der x-Achse an den Carlyle-Kreis berührt diesen in {\displaystyle R}. Der Betrag des Imaginärteils {\displaystyle b} der Nullstelle entspricht dann der Länge der Strecke {\displaystyle SR}.
Alternativ lässt sich ein weiterer Kreis konstruierten, dessen Mittelpunkt {\displaystyle T} wie der des Carlyle-Kreises auf der Vertikalen {\displaystyle g} liegt. Der Radius des zweiten Kreises entspricht dem Abstand {\displaystyle d} des Mittelpunktes {\displaystyle M} des Carlyle-Kreises von der x-Achse. Weiterhin berühren sich beide Kreise von außen, der Kreis um {\displaystyle T} schneidet die x-Achse in {\displaystyle U_{1}} und {\displaystyle U_{2}}. Der Betrag des Imaginärteils der Nullstelle {\displaystyle b} entspricht dann der Länge der Strecken {\displaystyle SU_{1}} oder {\displaystyle SU_{2}}.
Zum Beweis werde zu einer normierten quadratischen Gleichung mit den konjugiert komplexen Lösungen {\displaystyle x_{1}=a+bi} und {\displaystyle x_{2}=a-bi} deren Linearfaktor-Form {\displaystyle (x-a-bi)(x-a+bi)=0} betrachtet und zu {\displaystyle x^{2}-2ax+a^{2}+b^{2}=0} vereinfacht. Koeffizientenvergleich mit der oben angegebenen Form ergibt {\displaystyle p=-2a} sowie {\displaystyle q=a^{2}+b^{2}}. Der genannte vorzeichenbehaftete Abstand ist die x-Koordinate {\displaystyle {\tfrac {-p}{2}}} von {\displaystyle M} und für diesen {\displaystyle p=-2a\Leftrightarrow {\tfrac {-p}{2}}=a}, wie behauptet. Die angegebenen Konstruktionen einer Strecke der Länge {\displaystyle b} sind beweisbar mit der Umformung:
{\displaystyle d^{2}-r^{2}=\left({\frac {q+1}{2}}\right)^{2}-{\frac {p^{2}+(q-1)^{2}}{4}}=q-\left({\frac {-p}{2}}\right)^{2}=q-a^{2}=b^{2}}
Da jede Kreistangente senkrecht auf dem Berührradius steht, ist das Dreieck {\displaystyle MSR} rechtwinklig und mit Pythagoras {\displaystyle {\overline {SR}}^{2}={\overline {MS}}^{2}-{\overline {MR}}^{2}=d^{2}-r^{2}=b^{2}}, also {\displaystyle {\overline {SR}}=b}, wie behauptet. Ist {\displaystyle P} der Berührpunkt des Carlyle-Kreises mit dem Kreis um {\displaystyle T}, so gilt für die Streckenlängen {\displaystyle {\overline {SP}}={\overline {SM}}-{\overline {MP}}=d-r}, daher {\displaystyle {\overline {TS}}={\overline {TP}}-{\overline {PS}}=d-(d-r)=r}. In den rechtwinkligen Dreiecken {\displaystyle TSU_{1,2}} ist mit Pythagoras {\displaystyle {\overline {SU}}_{1,2}^{2}={\overline {TU}}_{1,2}^{2}-{\overline {TS}}^{2}=d^{2}-r^{2}=b^{2}}, also {\displaystyle {\overline {SU}}_{1,2}=b}, wie behauptet.

## Polygonkonstruktionen

Wurzeln von am Einheitskreis in der komplexen Zahlenebene

Carlyle-Kreise können zur Zirkel-und-Lineal-Konstruktion diverser regulärer Polygone verwandt werden. Hierbei wird benutzt, dass alle Punkte der Ebene mit rationalen Koordinaten prinzipiell mit Zirkel und Lineal konstruierbar sind; daher ist es möglich, einen Carlyle-Kreis mit Punkt {\displaystyle D(-p|q)} für {\displaystyle p,q\in \mathbb {Q} } zu verwenden, ohne die Konstruktionsregeln zu verletzen.
Die prinzipielle Idee, die die Verwendung von Carlyle-Kreisen ermöglicht, besteht darin, die Eckpunkte eines regulären Polygons als die komplexen Wurzeln der Gleichung {\displaystyle z^{n}=1} auf dem Einheitskreis in der komplexen Zahlenebene aufzufassen. Aus mehreren komplexen Wurzeln leitet man dann zwei neue Zahlen her, die die Nullstellen einer normierten quadratischen Gleichung sind und somit mit Hilfe eines Carlyle-Kreises konstruiert werden können. Die beiden Zahlen sind zudem so gewählt, dass man bei ihrer Kenntnis die für sie verwendeten komplexen Wurzeln, also die Eckpunkte des Polygons, konstruieren kann. Im Folgenden wird dieser Ansatz am Beispiel des Fünfecks beschrieben, darüber hinaus lässt er sich insbesondere auch zur Konstruktion des Siebzehnecks, des 257-Ecks und des 65537-Ecks nutzen.

Pentagonkonstruktion mit dem Carlyle-Kreis (grün)

Zur Konstruktion eines Fünfecks lässt sich nutzen, dass beliebige {\displaystyle Z_{k}=\exp({\tfrac {2\pi ik}{5}}),k\in Z} Lösungen der Gleichung {\displaystyle z^{5}=1} sind. Für beliebige ganzzahlige {\displaystyle k=u,v} ist {\displaystyle Z_{u}\cdot Z_{v}=Z_{u+v}}, wegen der Periodizität der Exponentialfunktion auf den komplexen Zahlen ist {\displaystyle Z_{u+5v}=Z_{u}}. Für {\displaystyle k=0,\dots ,4} heißen die Lösungen die (fünften) Einheitswurzeln. Deren Summe ist {\displaystyle \textstyle \sum _{k=0}^{4}Z_{k}=0}. 
Nun wählt man die beiden Zahlen {\displaystyle s_{1}=Z_{2}+Z_{3}} und {\displaystyle s_{2}=Z_{1}+Z_{4}}. Da {\displaystyle Z_{2}} und {\displaystyle Z_{3}} (bzw. {\displaystyle Z_{1}} und {\displaystyle Z_{4}}) konjugiert komplexe Zahlen sind, ist {\displaystyle s_{1}} (bzw. {\displaystyle s_{2}}) der doppelte Realteil der zugehörigen {\displaystyle Z_{k}}. Ferner ist
{\displaystyle s_{1}+s_{2}+1=\sum _{k=0}^{4}Z_{k}=0\Rightarrow s_{1}+s_{2}=-1}
und auch
{\displaystyle s_{1}\cdot s_{2}=(Z_{2}+Z_{3})(Z_{1}+Z_{4})=Z_{3}+Z_{4}+Z_{1}+Z_{2}=s_{1}+s_{2}=-1.}
Damit sind {\displaystyle s_{1}} und {\displaystyle s_{2}} Nullstellen der normierten quadratischen Funktion {\displaystyle f(x)=x^{2}+x-1}.
Das ermöglicht das folgende Konstruktionsverfahren: Man zeichnet in einem x,y-Koordinatensystem mit Ursprung {\displaystyle O} zunächst den Einheitskreis, in diesen den Punkt {\displaystyle Z_{0}=1} und den zu {\displaystyle f(x)} gehörenden Carlyle-Kreis mit {\displaystyle D(-1|-1)}, der die x-Achse in {\displaystyle P_{1}(s_{1}<0|0)} und {\displaystyle P_{2}(s_{2}>0|0)} schneidet. Ein Kreis um {\displaystyle P_{1}} (bzw. {\displaystyle P_{2}}) mit Radius 1 schneidet den Einheitskreis in den Zahlen {\displaystyle Z_{2}'} (bzw. {\displaystyle Z_{1}'}) oberhalb und {\displaystyle Z_{3}'} (bzw. {\displaystyle Z_{4}'}) unterhalb der x-Achse. Die {\displaystyle Z_{k>0}'} sind die vier Einheitswurzeln {\displaystyle Z_{k>0}}, die {\displaystyle Z_{0}} zu einem Fünfeck ergänzen.
Denn die Diagonalen der Raute {\displaystyle P_{1}Z_{3}'OZ_{2}'} sind Symmetrieachsen derselben und halbieren einander. Wegen Symmetrie zu {\displaystyle OP_{1}} sind {\displaystyle Z_{2}',Z_{3}'} konjugiert komplex. Wegen Symmetrie zu {\displaystyle Z_{2}'Z_{3}'} ist der Realteil von {\displaystyle Z_{2}',Z_{3}'} die Hälfte von {\displaystyle OP_{1}=s_{1}}, also der Realteil von {\displaystyle Z_{2},Z_{3}}. Mit beiden Betrachtungen ist {\displaystyle Z_{2}'=Z_{2}} und {\displaystyle Z_{3}'=Z_{3}}, wie behauptet. Entsprechend folgt {\displaystyle Z_{1}'=Z_{1}} und {\displaystyle Z_{4}'=Z_{4}}.

## Geschichte

Carlyles Lösung von Leslies Problem. Die schwarze Strecke wird so geteilt, dass ihre Abschnitte ein Rechteck (grün) formen, das flächengleich zu einem vorgegebenen Rechteck (rot) ist. Man beachte, dabei nicht für jede Strecke eine interne Teilung zu einem vorgegebenen Flächeninhalt existiert, dies ist genau dann der Fall, wenn der konstruierte Kreis die Strecke nicht schneidet. Um einen Schnitt sicherzustellen, muss der Radius größer sein als die Mittellinie des Trapezes, also gelten. Bei einem gegebenen Rechteck mit Seiten und zu teilender Strecke gilt dann und. Eingesetzt in die obige Ungleichung erhält man dann

Howard Eves (1911–2004) zufolge beschrieb der Mathematiker John Leslie (1766–1832) die Nullstellenkonstruktion mit Hilfe des Carlyle-Kreises in seinem Buch Elements of Geometry und merkte dort an, dass sie ihm von einem seiner Schüler, Thomas Carlyle (1795–1881), vorgeschlagen worden war. Die Darstellung bei Leslie enthält zwar eine analoge Kreiskonstruktion, jedoch noch ohne kartesisches Koordinatensystem, quadratische Funktion oder explizite quadratische Gleichung, stattdessen ist sie in eine elementargeometrische Problemstellung zur Konstruktion flächengleicher Rechtecke eingekleidet. Carlyle verwendete dabei Kreis und Trapez, um die Aufgabe zu lösen:
Teile eine Strecke so, dass ihre Abschnitte die Seiten eines neuen Rechtecks bilden, das flächengleich zu einem vorgegebenen Rechteck ist (Proposition XVII in der dritten Ausgabe von John Leslies Elements of Geometry).
Mit den Mitteln, die im Abschnitt „Definition und Eigenschaften“ eingeführt sind, lässt sich das Problem in der nebenstehenden Zeichnung wie folgt bearbeiten: Bei gegebener Länge {\displaystyle l={\overline {BC}}} der zu teilenden Strecke ist die Länge {\displaystyle {\overline {KC}}=:x} der gesuchten Rechteckseite eine Lösung der Gleichung {\displaystyle x(l-x)=ab}, somit Nullstelle der normierten quadratischen Funktion {\displaystyle f(x)=x^{2}-lx+ab}.
Eine elementargeometrische Überlegung, wann eine Rechtecksseite der Länge {\displaystyle x} existiert, ist im Begleittext der Zeichnung aufgeführt; aus der Diskriminante des Funktionsterms ergibt sich diese Existenzbedingung mit {\displaystyle {\tfrac {(-l)^{2}}{4}}-ab\geq 0\Rightarrow l\geq 2{\sqrt {ab}}}. 
Weiter lässt sich in die Zeichnung ein Koordinatensystem mit Ursprung {\displaystyle B} einführen, in dem die Seitenlänge {\displaystyle a={\overline {CE}}={\overline {BA}}=:1} des gegebenen Rechtecks {\displaystyle CEFD} die Längeneinheit ist, damit {\displaystyle a\cdot b=1\cdot b={\overline {EF}}} die Fläche von {\displaystyle CEFD}; die Funktion wird zu {\displaystyle f(x)=x^{2}-lx+b}. Mit den Substitutionen {\displaystyle -l=:p,\;b=:q} entstehen die oben eingeführten Koeffizienten und Koordinaten.
Der österreichische Ingenieur und Beamte Eduard Lill publizierte 1867 ein graphisches Verfahren zur Bestimmung der Nullstellen eines Polynoms (Lills Methode); wendet man dieses auf eine normierte quadratische Funktion an, so erhält man ebenfalls das weiter oben erwähnte Trapez {\displaystyle ABCD} mit {\displaystyle {\overline {AB}}=1} und die Strecke {\displaystyle AD} als Durchmesser des Carlyle-Kreises. In einem 1925 veröffentlichten Artikel beschreibt G. A. Miller, dass man aus dem Verfahren von Lill im Falle einer normierten quadratischen Funktion eine Kreiskonstruktion ableiten kann, deren Schnittpunkte mit der x-Achse mit den Nullstellen der quadratischen Funktion übereinstimmen, und liefert damit die moderne Definition des Carlyle-Kreises.
Eves verwendete den Kreis im modernen Sinne für eine Übungsaufgabe in seinem Buch Introduction to the History of Mathematics (1953) und stellte dort in einer Anmerkung den Bezug zu Carlyle her. Spätere Publikationen beginnen dann zunehmend die Bezeichnung Carlyle-Kreis oder Carlyle-Verfahren zu übernehmen. Duane W. DeTemple verwendete den Carlyle-Kreis (1989, 1991), um möglichst einfache Zirkel-und-Lineal-Konstruktionen bestimmter regelmäßiger Polygone zu erhalten. Ladislav Beran beschrieb 1999, wie man den Carlyle-Kreis verwenden kann, um auch die komplexen Nullstellen einer normierten quadratischen Funktion geometrisch zu konstruieren.